# Otakar Vindyš
Otakar „Otto, Vend” Vindyš (Osztrák–Magyar Monarchia, Csehország, Prága, 1884. április 9. – Csehszlovákia, Prága, 1949. december 23.) olimpiai bronzérmes, többszörös Európa-bajnok cseh nemzetiségű csehszlovák jégkorongozó.
Részt vett az 1920-as nyári olimpián, ahol a csehszlovák válogatott tagja volt. Első mérkőzésükön a kanadai válogatott 15–0-ra legyőzte őket. Ezután az ezüstéremért játszottak az amerikai válogatottal, és ismét nagyon kikaptak, ezúttal 16–0-ra. A bronzmérkőzésen viszont 1–0-ra legyőzték a svéd válogatottat, és így bronzérmesek lettek.
Szintén részt vett 1924-es téli olimpián. Először Kanadától megsemmisítő 30–0-s vereséget szenvedtek, majd a svédektől 9–3-at, végül csak a svájci válogatottat tudták legyőzni 11–2-re, így harmadikok lettek a csoportban, és nem jutottak tovább. Végül az ötödikek lettek.
Pályafutását a HC Slavia Prahában kezdte 1910-ben. A csapatnál 1925-ig volt kerettag, kiéve az első világháború éveit. Részt vett az 1911-es, 1912-es, 1913-as jégkorong-Európa-bajnokságon, mint bohémiai válogatott. Az első kettőn aranyérmet, a harmadikon ezüstérmet nyertek. De az 1912-es eredményeket törölték, mert Ausztria is részt vett, de még nem volt tag. 1921-ben, 1922-ben, 1923-ban és 1925-ben már a csehszlovák férfi jégkorong-válogatottban indult az Európa-bajnokságon. 1922-ben és 1925-ben aranyat, 1921-ben ezüstöt és 1923-ban bronzérmet nyert.
Tagja a Cseh Jégkorong Hírességek Csarnokának.